# Borfor Carr
Borfor Carr (n. 12 iunie 1987, Zwedru, Liberia) este un fotbalist liberian care evoluează în prezent la Atlanta Silverbacks. A mai evoluat și în România la Concordia Chiajna.